# Дедушки (деревня)
Дедушки (бел. Дзядушкі) — упразднённая деревня в Браславском районе Витебской области Беларуси.

## География
Урочище находится в западной части Витебской области, к северо-западу от озера Иново, на расстоянии приблизительно 9 километров (по прямой) к юго-востоку от города Браслав, административного центра района. Абсолютная высота — 162 метра над уровнем моря.

## История
По состоянию на 1905 год, в застенке проживало 64 человека (34 мужчины и 30 женщин). В административном отношении входил в состав Перебродской волости Дисненского уезда Виленской губернии.
В 1921 году деревня входила в состав гмины Пшебродзе Дисенского повета Виленского воеводства Второй Польской республики. Числилось 54 жителя (27 мужчин и 27 женщин), проживавших в 9 домах. В этническом составе населения того периода поляки составляли 100 %. В конфессиональном составе населения преобладали старообрядцы (72 %).